# Carabodes hummelincki
Carabodes hummelincki är en kvalsterart som först beskrevs av Rainer Willmann 1936.  Carabodes hummelincki ingår i släktet Carabodes och familjen Carabodidae. Inga underarter finns listade.